# Do It to It
Do It to It is een nummer van de Amerikaanse meidengroep Cherish uit 2006, afkomstig van hun album Unappriciated. In 2021 bracht de Amerikaanse dj Acraze een remix van het nummer uit.
De originele versie van "Do It to It" kende vooral succes in de Verenigde Staten en het Verenigd Koninkrijk. In het Nederlandse taalgebied kwam het nummer echter niet verder dan de Tipparade. De remix van Acraze was in de Amerikaanse Billboard Hot 100 met een 65e positie minder succesvol dan het origineel, terwijl deze versie in Europa daarentegen juist veel meer hitlijsten bestormde, en ook hogere posities bereikte. In zowel de Nederlandse Top 40 als de Vlaamse Ultratop 50 kwam het op de 5e positie terecht.